# 천안 나들목

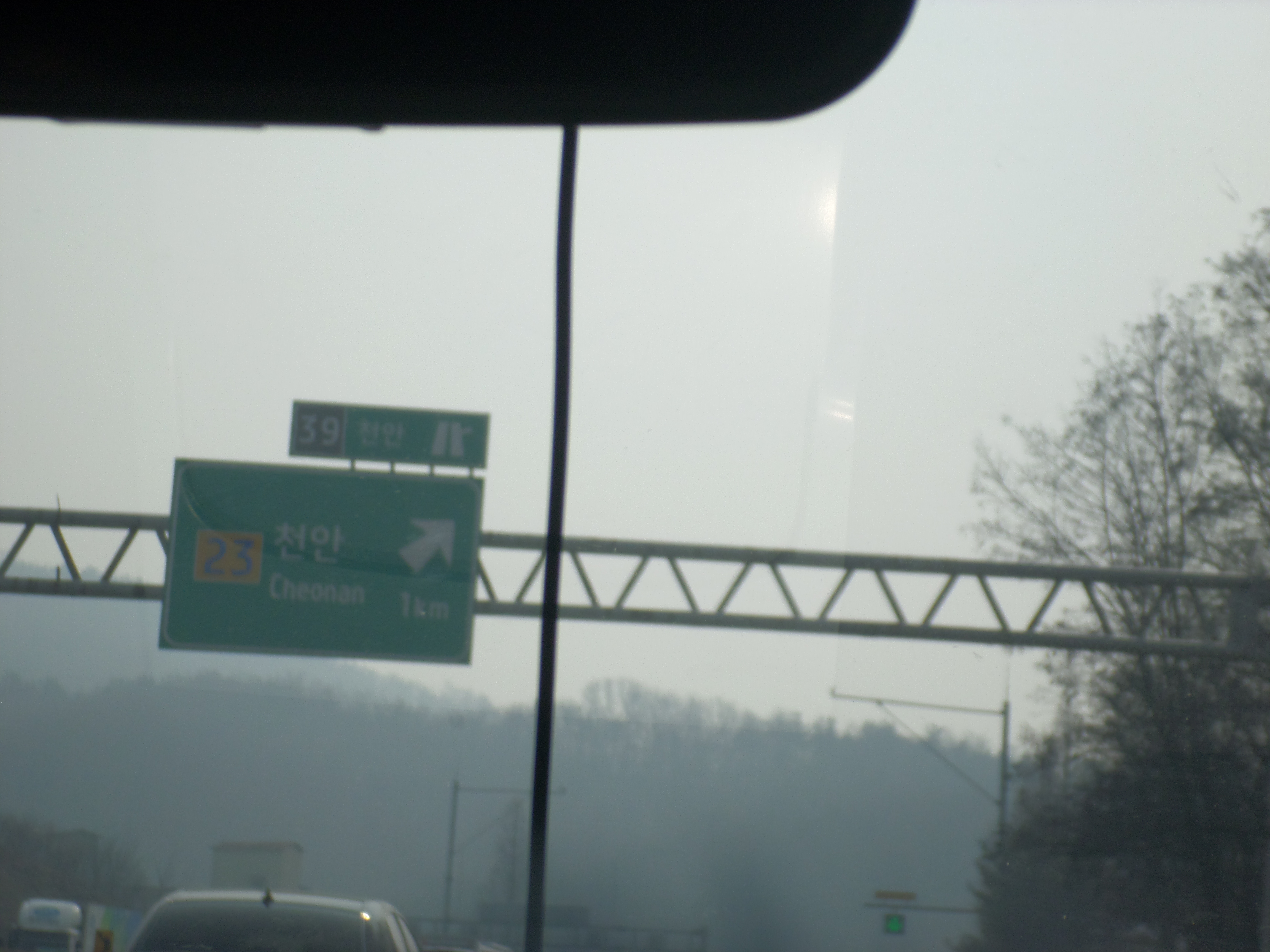
천안 나들목 진출램프 표지판

천안 나들목(Cheonan IC)은 충청남도 천안시 동남구 신부동에 설치된 경부고속도로의 39번 교차로(나들목)이다. 국도 제1호선을 통해 천안시내로 진출할 수 있다. 이 나들목은 제한속도 110km/h 변화 시점 및 종점이며, 이 나들목부터 양재 나들목까지 시속 110km/h 구간이기도 하다.

## 연혁
- 1969년 9월 2일 : 경부고속도로 오산 ~ 천안 구간 개통에 따라 영업 개시[2]
- 1990년 5월 12일 : 나들목 차선 확장 공사로 인해 충청남도 천안시 신부동 646m 구간 도로구역 변경[3]
- 1996년 5월 16일 : 나들목 요금소 확장 공사로 인해 충청남도 천안시 신부동 97m 구간 도로구역 변경[4]

## 구조물 정보
트럼펫형 나들목이다. 요금소 바깥쪽은 2009년 9월 30일, 천안시의 삼성대로 연장에 따라 입체교차화 되었으며, 이전까지는 전형적인 평면교차로 형태였다. 입체교차화 된 이후, 갈림길과 톨 게이트 사이의 거리가 너무 짧아 사고 위험이 높다는 지적이 나오고 있다.
- 영업소: 충청남도 천안시 동남구 만남로 164-1 (신부동)

## 접속하는 도로
- 국도 제1호선 (만남로, 삼성대로)
- 국도 제23호선 (만남로)
- 국가지원지방도 제23호선 (만남로, 망향로)

## 교통량 정보
| 요금소        | 통행량 (대/일) | 통행량 (대/일) | 통행량 (대/일) | 통행량 (대/일) | 통행량 (대/일) | 통행량 (대/일) | 통행량 (대/일) | 통행량 (대/일) | 통행량 (대/일) | 통행량 (대/일) | 각주  |
| 요금소        | 2001년         | 2002년         | 2003년         | 2004년         | 2005년         | 2006년         | 2007년         | 2008년         | 2009년         | 2010년         | 각주  |
| ------------- | -------------- | -------------- | -------------- | -------------- | -------------- | -------------- | -------------- | -------------- | -------------- | -------------- | ----- |
| 천안 (폐쇄식) | 24,349         | 25,622         | 24,500         | 24,278         | 23,385         | 24,055         | 24,520         | 23,753         | 23,379         | 26,350         | [ 7 ] |
| 요금소        | 2011년         | 2012년         | 2013년         | 2014년         | 2015년         | 2016년         | 2017년         | 2018년         | 2019년         |                | [ 7 ] |
| 천안 (폐쇄식) | 27,634         | 27,316         | 26,478         | 27,776         | 29,442         | 30,803         | 29,365         | 29,492         | 30,170         |                | [ 7 ] |